# Claudio Tolomei

De le lettere

Claudio Tolomei (Asciano, 1492 - Roma, 1556) fue un filólogo italiano. Su nombre en italiano es idéntico al de Claudius Ptolemaeus, astrónomo griego del siglo segundo. Pertenecía a la prominente familia Tolomei de Siena, y se convirtió en obispo en la corte del papa Pablo III.
Entre sus compañeros de Siena destacó Bernardino Ochino, que hubo de exiliarse a Ginebra después de abandonar su vida monástica debido a las acusaciones de herejía.
Fundador de la Accademia degli Intronati en 1525, con el pseudónimo de Adriano Franci propuso en el diálogo Il Polito la reforma de la ortografía italiana. Entre sus obras destaca Disputationes et paradoxa iuris civilis.